# Virginie Duvat
Virginie Duvat ou Virginie Duvat-Magnan, née en 1968, est une géographe française. Elle est autrice principale du chapitre « Petites îles » du sixième rapport d'évaluation du GIEC et spécialiste de l'impact du changement climatique sur les milieux littoraux. Ses recherches portent sur les conséquences géographiques de la montée des eaux et l'étude des stratégies d'adaptation des populations, notamment en s'appuyant sur les solutions naturelles.

## Biographie
Virginie Duvat naît en 1968 et fait des études menant à l'agrégation de géographie. Sa thèse, soutenue en 1998 à La Réunion, porte sur « Les littoraux des îles Seychelles (Mahé, Praslin, La Digue, Desroches) : de l'étude des processus dynamiques à la gestion des côtes sédimentaires ». Elle enseigne à l'Université de la Réunion de 1996 à 2006 puis à partir de 2007 à l'université de La Rochelle. En 2013, elle commence à contribuer aux travaux du GIEC.

## Travaux
Les recherches de Virginie Duvat ont pour cadre les conséquences du changement climatique, notamment l'élévation du niveau des mers, sur les différentes îles du monde. En 2024, cette hausse est d'environ 3,7 millimètres par an avec des prévision de 5 mm par an. À ceci s'ajoutent souvent d'autres paramètres qui engendrent « des événements climatiques combinés » eux-mêmes de plus en plus rapprochés. Son approche géographique vise notamment à comprendre les impacts en fonction de la localisation de ces îles, mais également au sein même de ces îles.

### Étude des variations entre îles
Ses recherches montrent que dans le Pacifique, la hausse du niveau de la mer diffère entre îles, comme au Tuvalu où l'eau monte deux fois et demi plus vite qu’en Polynésie française. La tectonique des plaques a également un impact sur l'enfoncement ou le soulèvement des îles et donc sur l'élévation des eaux ; à Mayotte un nouveau volcan sous-marin a conduit à une élévation de l'eau d’environ 20 cm qui s’est combinée à celle due au réchauffement climatique. Dans les Antilles, ses études montrent que certaines zones seront inhabitables, notamment en raison des événements extrêmes et de leurs conséquences.

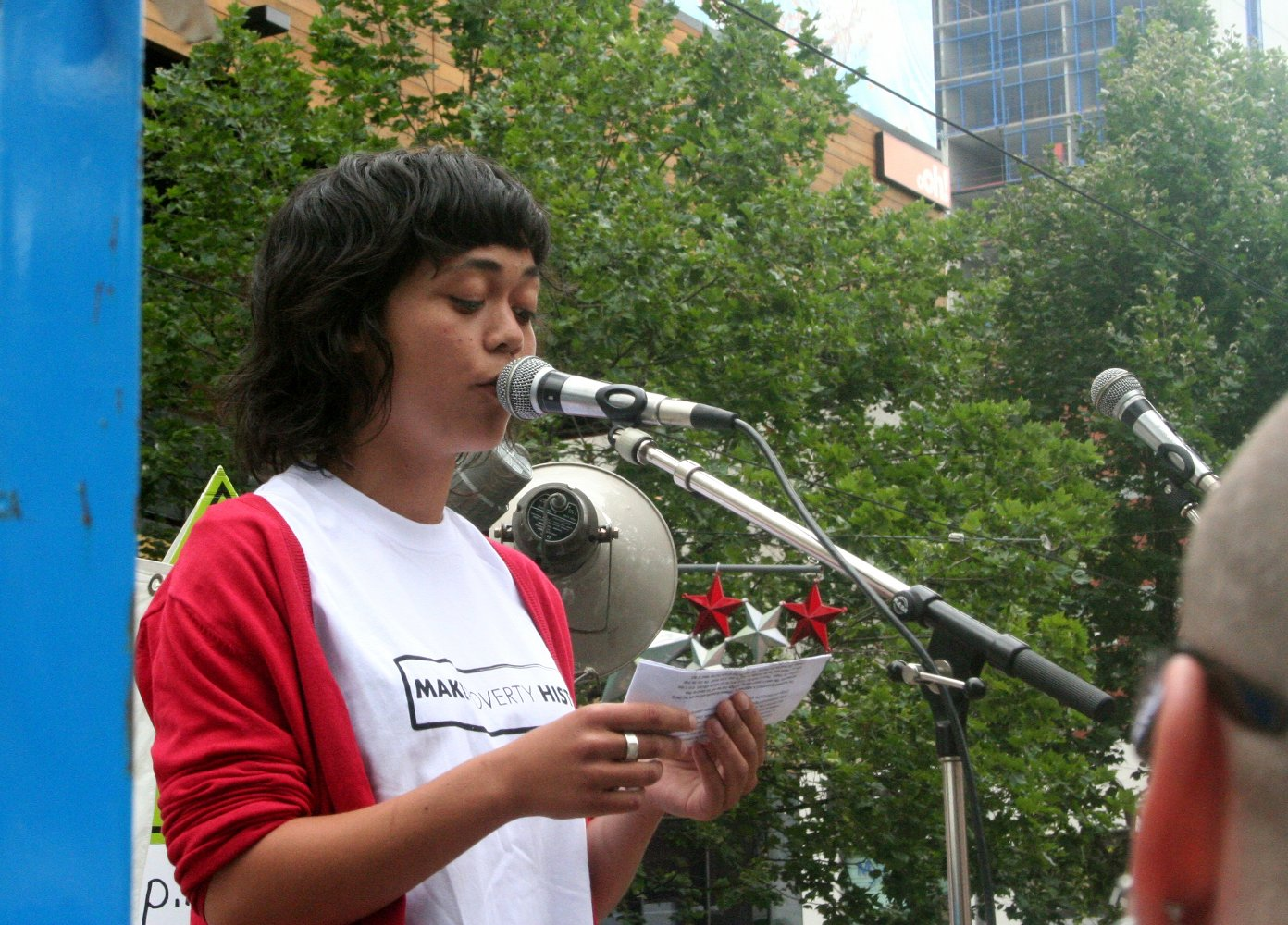
Discours d'une jeune femme tuvaluane lors d'une manifestation contre le réchauffement climatique en 2009.

Dans ce contexte, elle étudie la mobilisation du concept d'urgence climatique qui peut conduire à de la mal-adaptation au changement climatique. Elle montre que le concept a été utilisé dans l'État insulaire de Tuvalu ou aux Maldives ; tandis que la question de la hausse du niveau de la mer ou du changement climatique ne sont pas un sujet prioritaire ailleurs comme en Polynésie française. Dans une publication de 2019, elle montre la stabilité des 709 îles coralliennes étudiées, stabilité permise toutefois par un changement lent, ce qui n'est pas le cas aux îles Tuvalu,. Les systèmes côtiers ont donc pu naturellement s'adapter, surtout quand ils ne sont pas urbanisés, cette urbanisation limitant l'adaptation naturelle des milieux côtiers à la hausse du niveau de la mer,. Elle propose donc d'appliquer le concept en premier aux territoires les plus impactés par le changement climatique et d'étudier les solutions mises en place quand ce concept est mobilisé pour agir ou au contraire utilisé à de fins marketing (« tourisme de la dernière chance » dans des territoires annoncés comme proches de la disparition).

### Étude de la préservation des écosystèmes côtiers

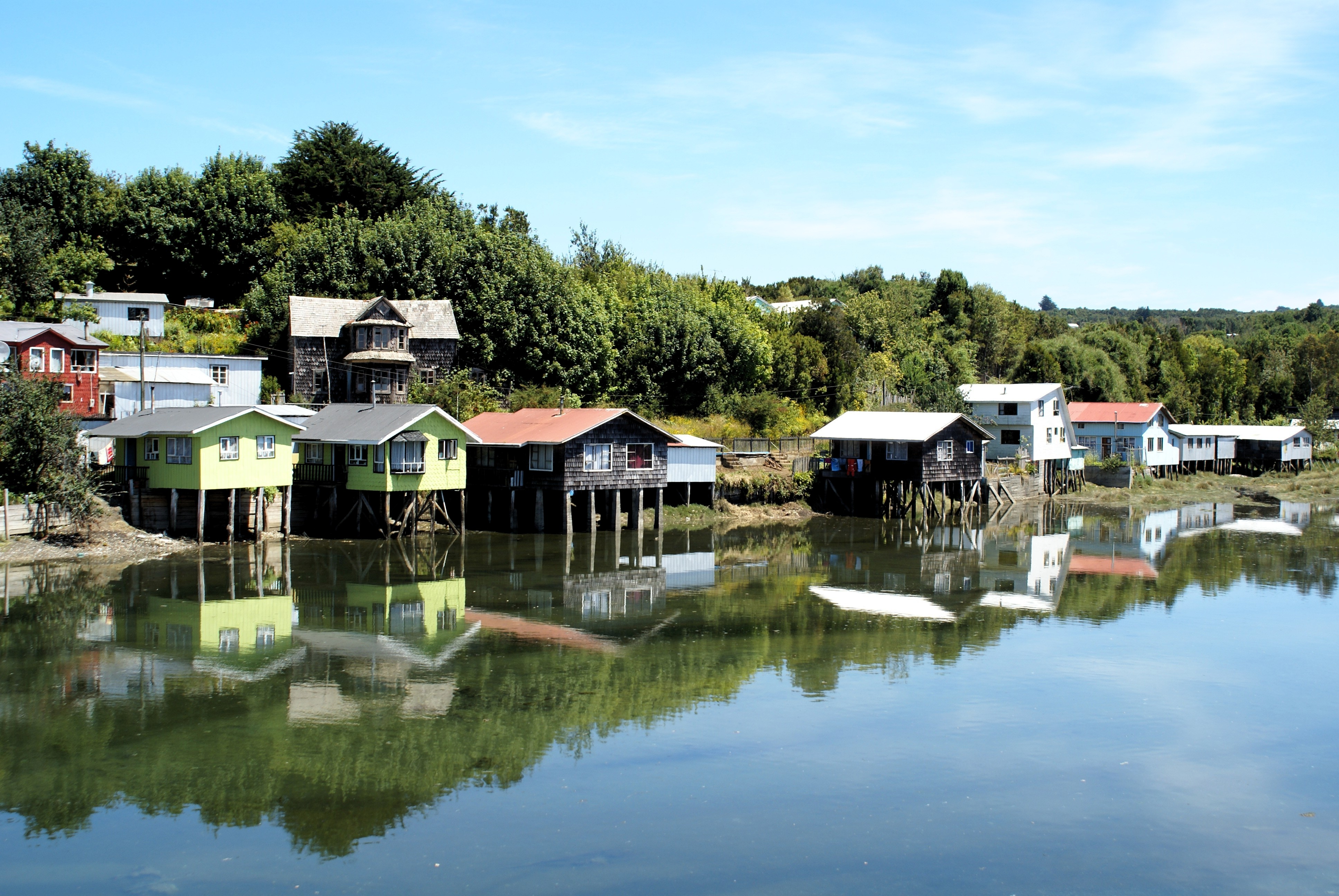
Les maisons sur pilotis, sont une adaptation traditionnelle aux hausses de la mer, notamment lors de tempêtes.

Les travaux de Virginie Duvat étudient et évaluent les initiatives en Outre-mer face au risque de submersion marine, notamment celles s'appuyant sur la nature,. Ces bilans permettent ensuite de faire des préconisations dans des rapports comme ceux du GIEC. Ses recherches pointent l'importance de récifs coralliens en bonne santé, des mangroves et plus largement de la végétation côtière ainsi que du continuum des écosystèmes puisqu'ils sont liés les uns aux autres. L'ensemble permet un rôle d’amortisseur. Or, lors de ses recherches, elle témoigne déjà de la mort et l'érosion de certains coraux, coraux qui disparaitraient selon les rapports du GIEC à 99 % dans une planète +4 °C. Les digues, murs et enrochement ayant montré des limites face à la hausse de la mer, elle étudie également la « délittorialisation » qui consiste à déplacer populations, infrastructures et activités économiques vers l'intérieur des mers,. Toutefois, les solutions doivent être combinées, adaptées au contexte local et prenant en compte tous les acteurs,. Par exemple, à Mayotte, la restauration de mangrove n'a pas pu être mise en place en raison de l'absence d'implication des éleveurs de zébus dont les bêtes ont dégradé les replantations, des solutions naturelles qui ont également donné lieu à du vandalisme à Wallis. Elle pointe un « déficit d’adaptation » dans la mise en œuvre d'actions, ce qui est dû à une décolonisation achevée ou encore en cours.

## Distinction
- Prix Jean-Rostand avec Alexandre Magnant en 2014 pour Ces îles qui pourraient disparaître[17] ;
- Chevalière de la Légion d'honneur en 2020[18].

## Publications

### Ouvrages
- Virginie Cazes-Duvat et Alexandre Magnan, Ces îles qui pourraient disparaître, Éd. le Pommier, coll. « Essais le Pommier ! », 2012 (ISBN 978-2-7465-0589-6)
- Dynamiques rurales dans les pays du Sud: l'enjeu territorial [actes des XIIIes Journées de géographie tropicale, 16-19 mars 2011, Toulouse], Presses universitaires du Mirail, coll. « Ruralités Nord-Sud », 2013 (ISBN 978-2-8107-0243-5)
- Virginie Cazes-Duvat et Alexandre Magnan, Des catastrophes naturelles ?, Éd. le Pommier, coll. « Essais le Pommier ! », 2014 (ISBN 978-2-7465-0679-4)
- Les risques naturels en zones côtières: Xynthia, enjeux politiques, questionnements juridiques, Presses universitaires de Rennes, coll. « L'univers des normes », 2015 (ISBN 978-2-7535-4184-9)

### Articles
- (en) Virginie Duvat, « Coastal protection structures in Tarawa Atoll, Republic of Kiribati », Sustainability Science, vol. 8, no 3,‎ 1er juillet 2013, p. 363–379 (ISSN 1862-4057, DOI 10.1007/s11625-013-0205-9, lire en ligne, consulté le 14 mars 2024)
- (en) L.A. Nurse, R.F. Mclean, J. Agard, L.P. Briguglio et al., « Small islands », dans Climate Change 2014: Impacts, Adaptation, and Vulnerability. Part B: Regional Aspects. Contribution of Working Group II to the Fifth Assessment Report of the Intergovernmental Panel on Climate Change, Cambridge University Press, 2014, pp. 1613–1654 (lire en ligne)
- (en) Virginie K.E. Duvat, Alexandre K. Magnan, Russell M. Wise et John E. Hay, « Trajectories of exposure and vulnerability of small islands to climate change », WIREs Climate Change, vol. 8, no 6,‎ novembre 2017 (ISSN 1757-7780 et 1757-7799, DOI 10.1002/wcc.478, lire en ligne, consulté le 14 mars 2024)
- (en) Virginie K. E. Duvat, « A global assessment of atoll island planform changes over the past decades », WIREs Climate Change, vol. 10, no 1,‎ janvier 2019 (ISSN 1757-7780 et 1757-7799, DOI 10.1002/wcc.557, lire en ligne, consulté le 14 mars 2024)
- (en) Alexandre K. Magnan, Hans-Otto Pörtner, Virginie K. E. Duvat et Matthias Garschagen, « Estimating the global risk of anthropogenic climate change », Nature Climate Change, vol. 11, no 10,‎ octobre 2021, p. 879–885 (ISSN 1758-6798, DOI 10.1038/s41558-021-01156-w, lire en ligne, consulté le 14 mars 2024)